# 后坪乡 (酉阳县)
后坪乡，是中华人民共和国重庆市酉阳土家族苗族自治县下辖的一个乡镇级行政单位。

## 行政区划
后坪乡下辖以下地区：
前锋村、王家村、椒梓村、后兴村和高坪村。